# Silver Skies Blue
Silver Skies Blue — совместный студийный альбом американских исполнителей Джуди Коллинз и Ари Хеста, выпущенный 3 июня 2016 года на лейблах Wildflower Records и Cleopatra Records.

## Об альбоме
Впервые за долгую карьеру Коллинз записала целый совместный альбом. В первый раз Хест посотрудничал с Коллинз в 2013 году, исполнив с ней песню «The Fire Plays (Featuring Ari Hest)», впоследствии она будет включена на её концертный альбом Live in Ireland (2014), а в 2015 году певица пригласила его для записи песни «Strangers Again», которая вошла в одноимённый студийный альбом. Коллинз и Хест также выступили соавторами восьми песен на альбоме.
На 59-й церемонии «Грэмми» альбом получил номинацию в категории «лучший фолк-альбом», это была первая номинация для Хеста и пятая для Коллинз.

## Список композиций
| №                   | Название            | Автор(ы)                                        | Длительность |
| ------------------- | ------------------- | ----------------------------------------------- | ------------ |
| 1.                  | «Drifting Away»     | Джуди Коллинз, Ари Хест                         | 3:19         |
| 2.                  | «I Choose Love»     | Джуди Коллинз, Ари Хест                         | 3:01         |
| 3.                  | «Silver Skies Blue» | Джуди Коллинз, Ари Хест                         | 3:06         |
| 4.                  | «The Weight»        | Ари Хест                                        | 3:16         |
| 5.                  | «Slow Burns»        | Джуди Коллинз, Ари Хест                         | 3:17         |
| 6.                  | «Let You In»        | Джуди Коллинз, Ари Хест                         | 3:57         |
| 7.                  | «Run»               | Джуди Коллинз, Ари Хест                         | 4:15         |
| 8.                  | «Aberdeen»          | Ари Хест                                        | 4:38         |
| 9.                  | «Elena»             | Джуди Коллинз, Ари Хест                         | 3:33         |
| 10.                 | «Secret Harbor»     | Джуди Коллинз, Ари Хест, Рассел Уолден          | 4:33         |
| 11.                 | «Home Before Dark»  | Дэвид Бускин, Джуди Коллинз, Дуайт В. Батто мл. | 3:35         |
| 12.                 | «Strangers Again»   | Марвин Этциони, Ари Хест                        | 4:41         |
| Общая длительность: | Общая длительность: | Общая длительность:                             | 45:11        |